# ستان نولز
ستان نولز (بالإنجليزية: Stan Knowles)‏ هو سياسي أسترالي، ولد في 9 يونيو 1931، وتوفي في 30 ديسمبر 2017. حزبياً، نشط في حزب العمال الأسترالي. وقد انتخب عضو الجمعية التشريعية نيو ساوث ويلز.